# Europamästerskapen i brottning 1966
Europamästerskapen i brottning 1966 hölls vid två tillfällen. Tävlingen i grekisk-romersk stil hölls i Essen, Västtyskland mellan den 13 och 16 maj 1966. Tävlingen i fristil hölls i Karlsruhe, Västtyskland mellan den 5 och 8 maj 1966.

## Medaljtabell
| Nr                   | Nation               | Guld | Silver | Brons | Totalt |
| -------------------- | -------------------- | ---- | ------ | ----- | ------ |
| 1                    | Sovjetunionen        | 10   | 3      | 1     | 14     |
| 2                    | Turkiet              | 3    | 3      | 4     | 10     |
| 3                    | Västtyskland         | 1    | 1      | 0     | 2      |
| 4                    | Rumänien             | 1    | 0      | 2     | 3      |
| 5                    | Östtyskland          | 1    | 0      | 0     | 1      |
| 6                    | Bulgarien            | 0    | 2      | 2     | 4      |
| 6                    | Sverige              | 0    | 2      | 2     | 4      |
| 8                    | Ungern               | 0    | 2      | 1     | 3      |
| 9                    | Jugoslavien          | 0    | 1      | 1     | 2      |
| 9                    | Tjeckoslovakien      | 0    | 1      | 1     | 2      |
| 11                   | Finland              | 0    | 1      | 0     | 1      |
| 12                   | Belgien              | 0    | 0      | 1     | 1      |
| 12                   | Polen                | 0    | 0      | 1     | 1      |
| Totalt (13 nationer) | Totalt (13 nationer) | 16   | 16     | 16    | 48     |

## Resultat

### Fristil, herrar
| Gren   | Guld                             | Silver                      | Brons                           |
| 52 kg  | Mehmet Esenceli Turkiet          | Paul Neff Västtyskland      | Lesław Kropp Polen              |
| 57 kg  | Aydin Ibrahimov Sovjetunionen    | Yancho Patrikov Bulgarien}  | Hasan Sevinç Turkiet            |
| 63 kg  | Yelkan Tedeyev Sovjetunionen     | Enyu Todorov Bulgarien      | Nihat Kabanlı Turkiet           |
| 70 kg  | Zarbeg Beriashvili Sovjetunionen | Seyit Ahmet Ağralı Turkiet  | Stoyan Bimbalov Bulgarien       |
| 78 kg  | Yury Shakhmuradov Sovjetunionen  | Mahmut Atalay Turkiet       | Turan Aladzhikov Bulgarien      |
| 87 kg  | Hasan Güngör Turkiet             | Josef Urban Tjeckoslovakien | Andrei Tsjovrebov Sovjetunionen |
| 97 kg  | Shota Lomidze Sovjetunionen      | Ahmet Ayık Turkiet          | József Csatári Ungern           |
| 97+ kg | Aleksandr Medved Sovjetunionen   | Arne Robertsson Sverige     | Gıyasettin Yılmaz Turkiet       |

### Grekisk-romersk stil, herrar
| Gren   | Guld                            | Silver                         | Brons                            |
| 52 kg  | Vladimir Bakulin Sovjetunionen  | Boško Marinko Jugoslavien      | Maurice Mewis Belgien            |
| 57 kg  | Fritz Stange Västtyskland       | Armais Sayadov Sovjetunionen   | Ion Baciu Rumänien               |
| 63 kg  | Sergey Agamov Sovjetunionen     | Leif Freij Sverige             | Simion Popescu Rumänien          |
| 70 kg  | Klaus Pohl Östtyskland          | Antal Steer Ungern             | Branislav Martinović Jugoslavien |
| 78 kg  | Vladislav Ivlev Sovjetunionen   | Martti Laakso Finland          | Ali Kazan Turkiet                |
| 87 kg  | Tevfik Kış Turkiet              | Anatoly Kirov Sovjetunionen    | Stig Persson Sverige             |
| 97 kg  | Nicolae Martinescu Rumänien     | Alexei Karmatski Sovjetunionen | Pelle Svensson Sverige           |
| 97+ kg | Anatolij Rosjtjin Sovjetunionen | István Kozma Ungern            | Petr Kment Tjeckoslovakien       |